# Félix Guisard
Félix Guisard  (né le 22 janvier 1862 à Teófilo Otoni, Minas Gerais, Brésil et mort le 29 mars 1942 à Taubaté, État de Sao Paulo, Brésil) était un homme d'affaires brésilien de la fin du XIXe et de la première moitié du XXe siècle, pionnier de l'industrialisation brésilienne.

## Biographie
Fils de Louis-Felix Guisard (1834-1879) et de Amélie Mallet Caillaud (14/09/1842- 1934), Félix Guisard devint, après des débuts modestes un des principaux industriels brésiliens de son époque.
Ses parents et grands-parents étaient des Français, qui s'étaient réfugiés au Brésil à la suite du Coup d'État du 2 décembre 1851.
En 1879, après la mort de son père, Felix Guisard, qui n'avait alors que 17 ans et était le fils aîné, a dû abandonner ses études pour soutenir sa mère et ses frères cadets. Il s'engage en tant que simple employé en 1880 dans une industrie textile dans la banlieue de Rio de Janeiro. Il connaîtra une ascension très rapide et devint gérant, puis directeur. 
En 1891, à 29 ans, il décide de se mettre à son compte. Avec ses frères et sa femme, il déménage pour la ville de Taubaté (São Paulo) pour fonder la Companhia Taubaté Industriel (CTI), qui deviendra une des plus importantes sociétés de filature et tissage au Brésil dans la première moitié du XXe siècle.
En 1901 il s'associe avec Edward Ashworth & Co, société anglaise qui représente la CTI en Angleterre, et lui permet de commencer à exporter.
En 1914, la Première Guerre mondiale engendra dans le Brésil une pénurie de produits industrialisés (dont les tissus) ce que contribuera à une expansion des industries brésiliennes, notamment de la CTI.
L'approvisionnement en électricité n'étant pas bien assuré pour la ville de Taubaté, Félix Guisard se lance dans un projet pour donner l'autosuffisance énergétique à la CTI en construisant une usine hydroélectrique pour la production d'électricité à partir des sources hydrauliques de la région.
Le 14 juillet 1927, il inaugure « l'usine électrique Félix Guisard. »
À la suite de la crise financière de 1929, son associé Edward Ashworth & Co ferme en Angleterre, laissant derrière lui des impayés importants. Malgré la difficulté de l'époque, Felix Guisard réussit à réunir les fonds pour acheter les parts de ses associés anglais et prend en 1934, à 72 ans le contrôle de la société.
Pendant la Seconde Guerre mondiale, et à la suite de la déclaration de guerre du Brésil contre les puissances de l’Axe, la CTI a approvisionné les alliées en tissus pour les uniformes. En revanche, l'augmentation de l'activité demandera une expansion de son usine électrique, qui ne pourra être réalisée qu'en 1948, six ans après sa mort en 1942.
Dans le cadre de son activité industrielle, Felix Guisard fut aussi un pionnier dans la mise en place de relations sociales modernes dans le milieu industriel au Brésil. Il a fait construire une ville ouvrière avec 130 maisons louées à bas prix pour les ouvriers de ses sociétés. Depuis 1934, il accorde le congé payé aux ouvriers. Dans ce cadre, il a aussi créé une colonie de vacances qui était à la disposition des ouvriers dans la plage de Ubatuba São Paulo.
Outre son activité industrielle, Félix Guisard fut aussi maire de la ville de Taubaté de 1926 à 1930.

## Sources
- Guisard Audra, Maria Cecilia, "Felix Guisard"